# Alan Shepard
Alan Shepard   (Derry, 18 de novembre de 1923 - Pebble Beach, 21 de juliol de 1998) va ser un astronauta nord-americà. Va iniciar la seva carrera com pilot de prova de les Forces Armades i va registrar més de 8.000 hores de vol. L'any 1944 es va llicenciar en l'Acadèmia Naval Militar i va participar en diverses accions de la Segona Guerra Mundial al Pacífic. Acabada la guerra, va rebre formació de pilot i es va graduar a l'Acadèmia Aeronaval de Pensacola el 1947. El 1959, es va convertir en astronauta.

## A l'espai

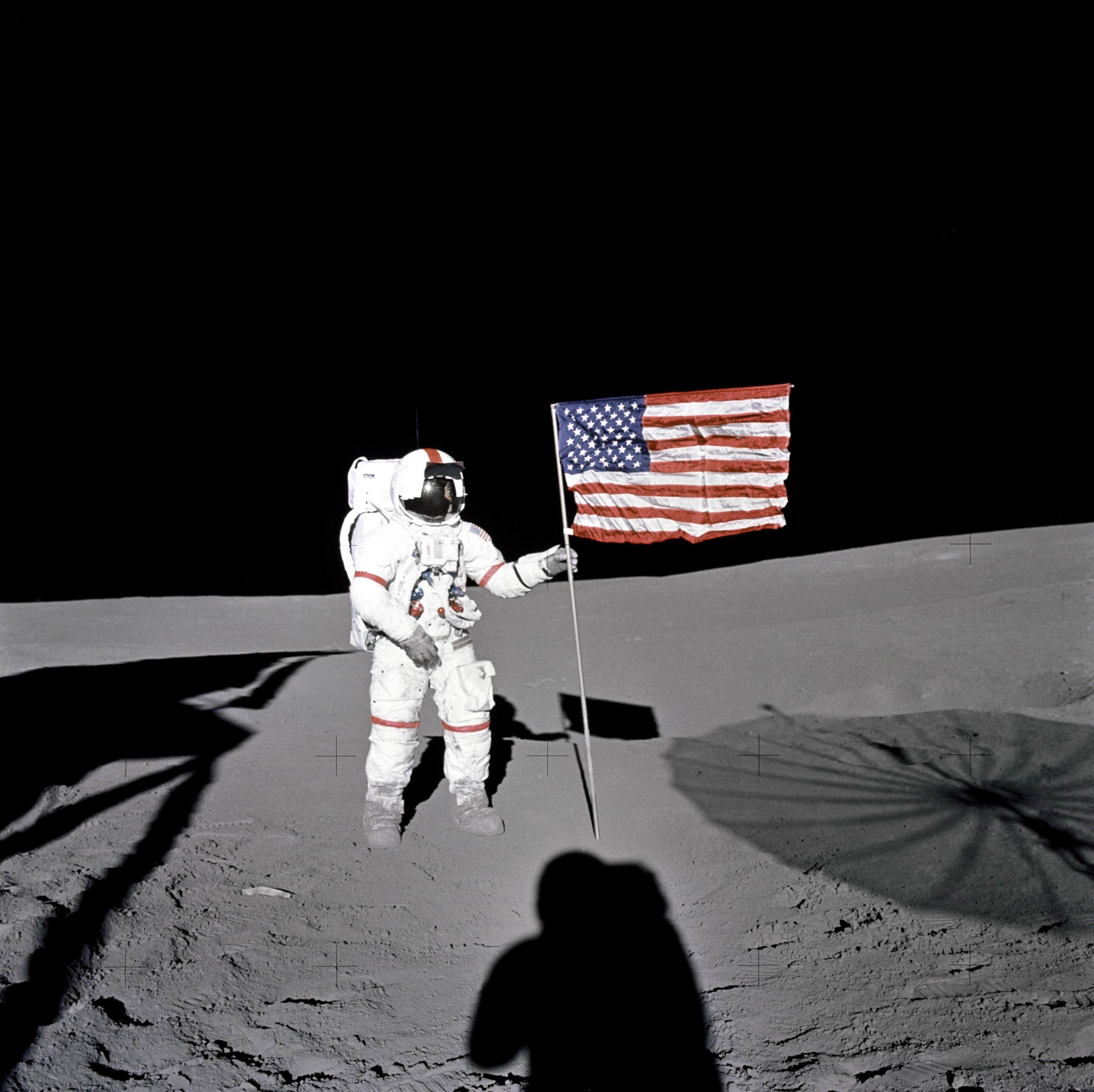
Shepard plantant la bandera estatunidenca a la superfície de la Lluna (1971)

Va acumular més de 216 hores a l'espai a bord de dues naus espacials i el 1961 va comandar el primer vol suborbital americà quan va viatjar a bord del Mercury 3. A causa d'aquest vol suborbital, els americans, el consideren el primer astronauta americà (el primer vol orbital americà fou emprès per John Glenn a bord del Friendship 7 el 20 de febrer de 1962). La nau va arribar a una altitud de 187 quilòmetres en un vol de 15 minuts.
Va interrompre la seva carrera 10 anys a causa de la malaltia de Ménière; però, després d'una operació complicada, la va reprendre per a entrenar-se en el programa espacial Apollo. El 1971 va comandar la missió Apollo 14. Al costat del seu company Edgar Mitchell va caminar sobre la superfície de la Lluna durant nou hores. Shepard també va ser la primera persona a jugar a golf a la Lluna.
El 1974 es va retirar de la NASA. Va morir el 21 de juliol de 1998 després d'una llarga malaltia.